# Rivière du Nord (vattendrag i Kanada, Québec, lat 49,14, long -71,57)
Rivière du Nord är ett vattendrag i Kanada.   Det ligger i provinsen Québec, i den östra delen av landet, 500 km nordost om huvudstaden Ottawa.
I omgivningarna runt Rivière du Nord växer i huvudsak blandskog. Trakten runt Rivière du Nord är nära nog obefolkad, med mindre än två invånare per kvadratkilometer.